# 동춘여객
동춘여객(東春旅客)은 경상북도 안동시의 시내버스 운수 회사이다. 본사는 경상북도 안동시 강남로 107(수상동)에 있다. 경일여행, 경일교통, 현대교통과 계열사이다.

## 운행 노선
시내 일반 노선에는 모두 안동버스, 경안여객과 함께 공동 배차에 참여하고 있으며, 33개의 노선을 운행하는 시내버스가 안동버스, 경안여객과 함께 1일 간격으로 순환하면서 공동배차에 참여하고 있다.

## 차량
- 자일대우버스
  - 자일대우 레스타
  - 자일대우 NEW BS090
  - 자일대우 NEW BS106
  - 자일대우 NEW BS110
- 현대자동차
  - 현대 뉴 슈퍼 에어로시티

## 같이 보기
- 안동버스
- 경안여객